# Karin Adolfsson
Maria Karin Adolfsson, född 28 november 1946, är en svensk abbedissa emerita. Som Moder Karin förestod hon Sankta Birgittas kloster Pax Mariæ i Vadstena i Sverige mellan 1991 och 2016. Klostret tillhör den katolska Ordo Sanctissimi Salvatoris (Den helige Frälsarens orden).m, Birgittinorden. Moder Karins valspråk som abbedissa var Soli Deo gloria (Allt till Guds ära). 
Moder Karin är uppväxt i Kågeröd och är utbildad sjukgymnast.
Hon inträdde i klostret som postulant 1979, var novis 1980–1982 och avlade klosterlöftena 1987. År 1989 blev hon priorinna och var abbedissa från 1991 till 2016, då hon efterträddes av Moder Maria. Moder Karin var Sveriges första abbedissa sedan de sista birgittinernunnorna förvisats från Sverige till Polen 1595. Under firandet av 700-årsminnet av Heliga Birgitta gjorde hon sig känd bland en bredare allmänhet i Vadstena.